# Fisetinidina
La fisetinidina, con fórmula química C15H11O5+ (Cl-), es una antocianidina. Se ha obtenido del duramen de Acacia mearnsii, de la corteza de Rhizophora apiculata y también se puede sintetizar.

## Tanninos
La fisetinidina puede componer taninos. Los polímeros se denominan profisetinidina (Porter, 1992).